# Армо (Месина)
Армо је насеље у Италији у округу Месина, региону Сицилија.
Према процени из 2011. у насељу је живело 16 становника. Насеље се налази на надморској висини од 449 м.